# Ong Ong
«Ong Ong» es el cuarto sencillo del álbum de estudio de Blur de 2015, The Magic Whip.

## Contexto
El tono de la canción marca un alejamiento de la canción anterior, reflejando un cambio en el escenario de la historia, desde el sombrío y frío Pyongyang, Corea del Norte, hasta el soleado y caluroso Hong Kong.

## Video musical
El video musical parcialmente animado, con un parecido visual a los videojuegos arcade, fue dirigido por Tony Hung. En algunas escenas presentan a los miembros de la banda disfrazados.

## Personal
- Damon Albarn – voz, teclados
- Graham Coxon – guitarra
- Alex James – bajo
- Dave Rowntree – batería